# Irská lavice

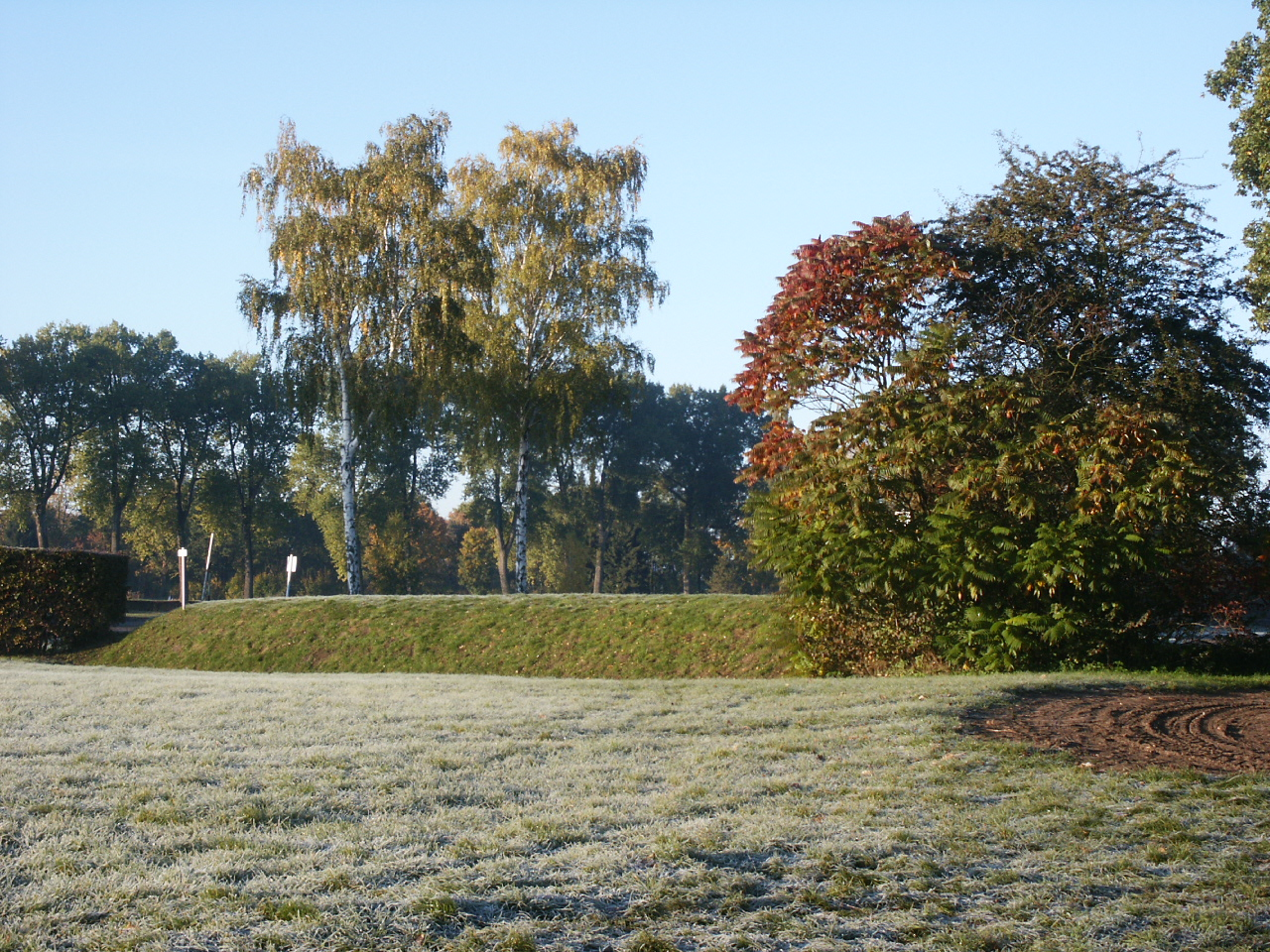
Překážka číslo 5 kurzu Velké pardubické - Irská lavice

Irská lavice je jedna z překážek v dostihovém sportu (např. Velká Pardubická steeplechase). Jedná se o umělou terénní nerovnost (malý příčný hliněný val), ale koně z ní mají často strach, protože je šikmá a špatně se po ní sestupuje a koně za ni nevidí. V kurzu Velké pardubické se jedná o překážku číslo 5, kterou koně překonávají na počátku závodu bezprostředně za Velkým Taxisovým příkopem.
V současnosti je zařazena i do kurzu Ceny Labe, ale z opačné strany, s čímž mají koně ještě větší problém než normálně. Při pozdějším pokusu přeskočit tuto překážku zahynul vítěz Velké Pardubické z roku 1973 anglický kůň Stephen's Society.